# Stina Källberg
Christina "Stina" Hanna Birgitta Källberg, född 1 april 2000 i Stora Tuna församling, Dalarnas län, är en svensk bordtennisspelare. Källberg tävlar för Halmstad BTK, och representerade Sverige i Olympiska sommarspelen 2020 i Tokyo. Hon är högerhänt.
Hon är syster till Anton Källberg, även han bordtennisspelare. De har spelat tillsammans i mixeddubbel i bordtennis, och tog bland annat ett guld i svenska mästerskapen i klassen år 2015.